# Киевский национальный университет театра, кино и телевидения имени И. К. Карпенко-Карого
Ки́евский национа́льный университе́т теа́тра, кино́ и телеви́дения и́мени Ива́на Ка́рповича Карпе́нко-Ка́рого (укр. Київський національний університет театру, кіно i телебачення iменi I. К. Карпенка-Карого) — государственное высшее учебное заведение Украины IV степени аккредитации, осуществляющее подготовку профессиональных кадров по направлениям: театральное искусство и кино-телеискусство.

## История
Украинский композитор Николай Лысенко (1842—1912) ещё в 1898 году поставил перед правительством вопрос о создании музыкально-драматической школы в Киеве. Через год, 5 марта 1899 года, Министерство внутренних дел утвердило устав этой школы. Однако из-за отсутствия надлежащих средств открытие частной Музыкально-драматической школы Н. В. Лысенко осуществилось только через пять лет — в сентябре 1904 года. На средства, собранные украинской общественностью, он арендовал для школы помещение в доме профессора-психиатра И. Сикорского на улице Большой Подвальной. Для руководства драматическим отделом школы была приглашена племянница Лысенко — воспитанница театрального училища Московского филармонического общества, актриса Мария Михайловна Старицкая (1865—1930), которая работала театральным педагогом до конца своей жизни.
После смерти Николая Лысенко учебное заведение получило его имя.
Курс драматического искусства длился сначала четыре, а впоследствии три года. К специальным предметам в нём относились: сценическая игра, декламация и режиссура. Вспомогательными предметами считались: мимика, фехтование, танец, гримирование, история драмы, история культуры, психология, эстетика, итальянский и французский языки.
Именно из этой школы в 1916—1917 годах учащаяся молодёжь потянулась в театральную студию А. С. Курбаса, на базе которой возник «Молодой театр» — революционное явление в истории украинского театра. После провозглашения Украины независимым государством (1918), Главное управление искусств и национальной культуры Министерства образования Украинской Державы подготовило законопроект «О преобразовании Музыкально-драматической школы имени Н. Лысенко в Высший музыкально-драматический институт имени Н. Лысенко с программой и правами консерватории».
В 1922—1923 учебном году при институте, используя его помещения, под руководством А. С. Курбаса работает группа актёров, на базе которой было создано Творческое объединение «Березиль». Контингент учеников этой студии полностью сложился из студентов старших курсов драматического факультета. А вскоре весь педагогический состав студии «Березиль» был приглашён в штат института и во главе отдела драматического факультета стал А. С. Курбас.
В 1930 году был осуществлён единственный приём на польский актёрский курс, поскольку в Киеве с 1929 года существовал Польский государственный театр, творческий состав которого в 1937—1938 почти весь был репрессирован, и театр закрыт.
В 1934 году, когда столица УССР была переведена из Харькова в Киев, произошли изменения не только в государственных, но и культурно-образовательных структурах. Именно в этом году Музыкально-драматический институт имени Н. Лысенко был реорганизован: музыкальные факультеты объединены с музыкальным техникумом, который существовал после ликвидации Киевской консерватории в 1920-х годах, и таким образом восстановлена Киевская государственная консерватория, а на базе драматического факультета создан отдельный Киевский государственный театральный институт, который стал единственным театральным высшим учебным заведением в республике.
В 1934 году при Киевском государственном театральном институте был создан учебный театр, который работал до начала войны.
В 1935 году при институте была открыта аспирантура по специальности «театральное искусство».
После начала Великой Отечественной войны, в 1941 году институт был эвакуирован в Харьков, оттуда — в Саратов, потом — в Москву, где был объединён с ГИТИСом. Художественным руководителем украинского отдела был назначен выдающийся русский актёр, народный артист СССР, профессор М. М. Тарханов.
Немало выпускников, преподавателей и студентов института не вернулись с фронтов войны. Их имена высечены на мемориальных досках, установленных в 1960-х годах в двух различных корпусах института: на улице Ярославов Вал, 40 и на улице Крещатик, 52. В ноябре 1943 года институт переехал из Москвы в Харьков, где вскоре был восстановлен отдельный Государственный театральный институт, а летом 1944 года — реэвакуирован в Киев.
Послевоенный период истории института обозначен важными событиями. Из Москвы он вернулся с несколько изменённым названием: «Киевский государственный институт театрального искусства», а в 1945 году, по случаю столетия со дня рождения выдающегося украинского драматурга и театрального деятеля И. К. Карпенко-Карого, институту присвоено его имя.
С 1944 года в институте началась подготовка специалистов по специализации «театроведение».
В 1961 году принято постановление Совета Министров УССР о создании в институте кинофакультета для подготовки кадров по кинорежиссуре, кинооператорству и киноведению. Фактически на Украине была восстановлена подготовка кадров для киноискусства, которая была искусственно приостановлена вследствие ликвидации Института кинематографии в 1938 году. Размещён был этот факультет в седьмом корпусе Государственного историко-архитектурного заповедника «Киево-Печерская лавра». С 1997 года факультет размещён в корпусах Киевской киностудии хроникально-документальных фильмов на улице Щорса, 18.
С 1964 года в институте функционируют аспирантура и ассистентура — стажировка.
В 1965 году институту предоставлено помещение бывшей экономической школы Терещенко по улице Ярославов Вал, 40, но учебный процесс здесь был налажен после ремонта в 1968 году. Тогда же здесь после длительного перерыва возобновил свою работу учебный театр. А в 1986 году институту предоставлено нежилое помещение под учебный корпус на ул. Ярославской, 17/22. Начатое в 1986 году строительство нового корпуса института на Львовской площади прекращено в 1995 году из-за отсутствия государственных средств.
В 1980-90-х годах в институте впервые на Украине открыты специализации: «хореография», «диктор и ведущий телепрограмм», «звукорежиссура», «режиссура цирка», в 2003 году — «актёр театра кукол».
Постановлением Кабинета министров Украины от 18 апреля 2003 года Киевский государственный институт театрального искусства имени И. К. Карпенко-Карого переименован в Киевский государственный университет театра, кино и телевидения имени И. К. Карпенко-Карого.
Сейчас в штате Киевского национального университета театра, кино и телевидения имени И. К. Карпенко-Карого среди 188 штатных преподавателей — 11 докторов наук профессоров, 27 профессоров без научной степени доктора наук, 67 кандидата наук и доцента, 14 народных артистов, 20 заслуженных деятелей искусств, заслуженный деятель науки и техники, 10 заслуженных артистов, три заслуженных работника культуры, один заслуженный работник народного образования. Университет в разные годы закончили, работали и сейчас работают 15 академиков, 12 членов-корреспондентов и один почётный действительный член Академии искусств Украины.
Сегодня Киевский национальный университет театра, кино и телевидения — это высокопрофессиональное образовательное учреждение, в котором осуществляется подготовка кадров по целому арсеналу лицензированных творческих специальностей и специализаций. Учебно-методическая, научно-исследовательская, профессиональная подготовка и воспитание будущих специалистов осуществляется в университете на двух факультетах — театрального искусства и искусства кино и телевидения по дневной, вечерней и заочной формам обучения (по отдельным специализациям). Организацию этой работы осуществляют Учёный совет университета, ректорат, три деканата, четырнадцать кафедр, учебный театр и учебный кинотелекомплекс.

## Факультеты
| Театрального искусства - Артист драматического театра и кино - Артист театра кукол - Организация театрального дела - Режиссёр драматического театра - Режиссёр театра кукол - Режиссёр цирка - Театроведение - Педагогика и режиссура классической хореографии | Институт экранных искусств - Режиссёр художественного фильма - Режиссёр документального фильма - Режиссёр научно-популярного, учебного и рекламного фильма - Режиссёр анимационного фильма - Киноведение - Звукорежиссёр - Диктор и ведущий телепрограмм - Кино-, телеоператорство - Организация производства фильма - Драматург кино и телевидения |